# 照澜院

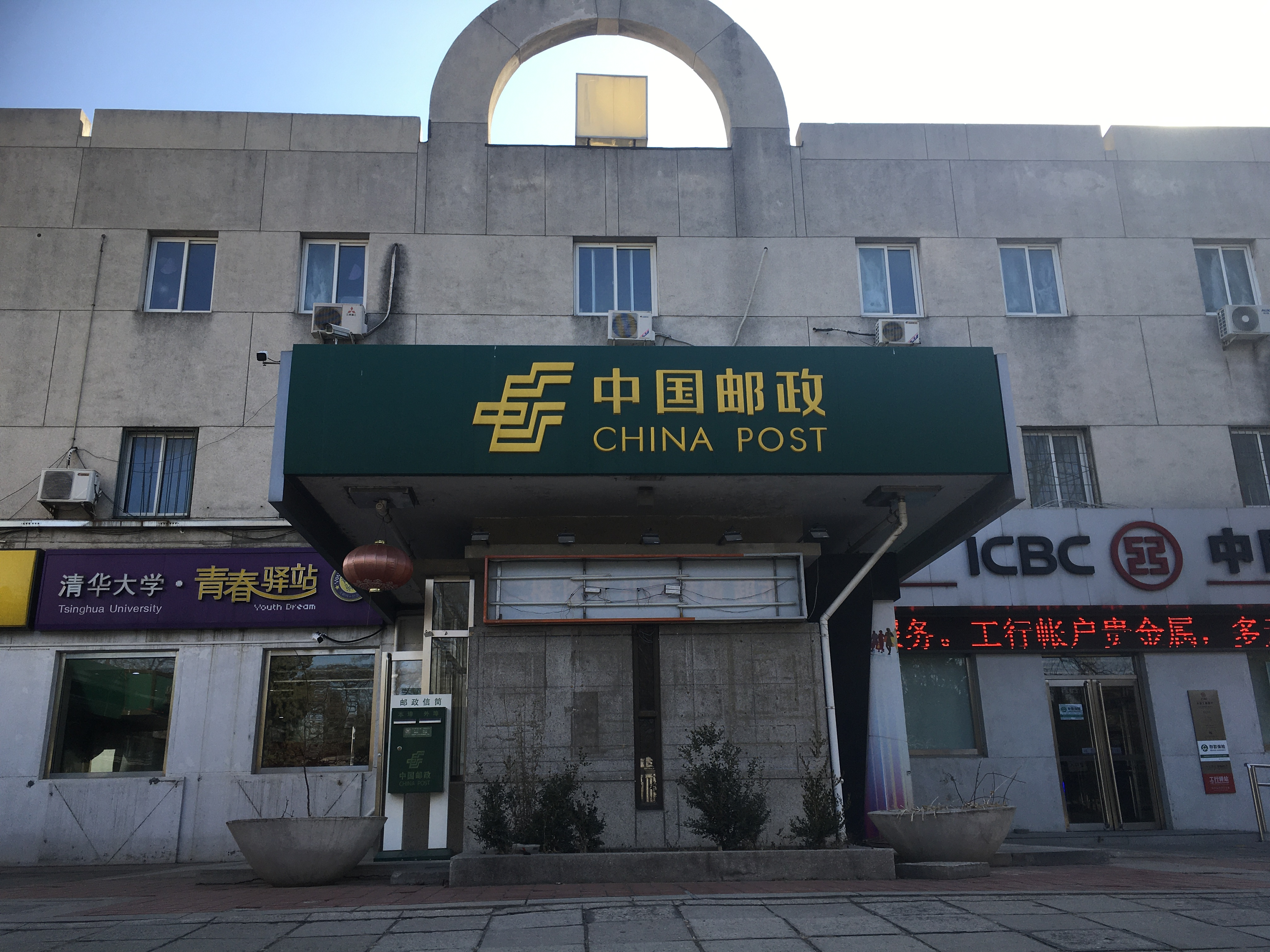
照瀾院服務樓

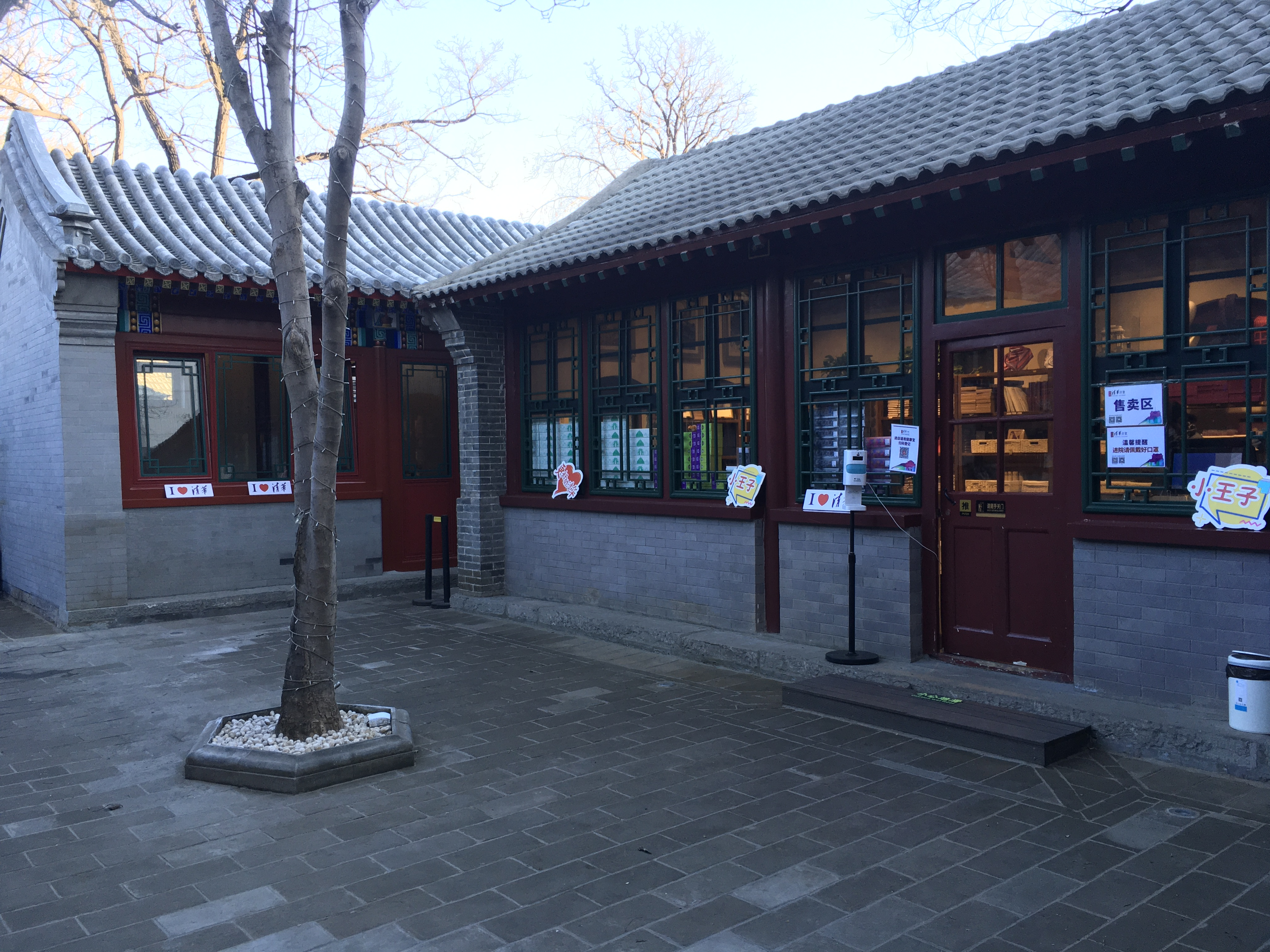
照瀾院16號

照澜院位于清华大学二校门南侧之外，是清华园中保存最完整的教師故居群，附近設有商业区和服务设施，有邮局、银行、新华书店、百货商场、农贸市场、食堂、旅馆、书报亭、花店、修理店等。

## 歷史
照澜院始建于1921年，由庄俊負責設計與施工，当时分為甲種與乙種兩種戶型，各為10套，甲種為西式双拼单层外廊式住宅（丹顶洋房）；乙種為中式三合院，建築面積共3650平方公尺，是清华大学早期的教授住宅群，当时称为南院，1934年后改称旧南院。
1946年抗战胜利清华大学复校，朱自清教授提议将“旧南院”按谐音改称文雅的“照澜院”，照澜院由此得名。

## 知名人士

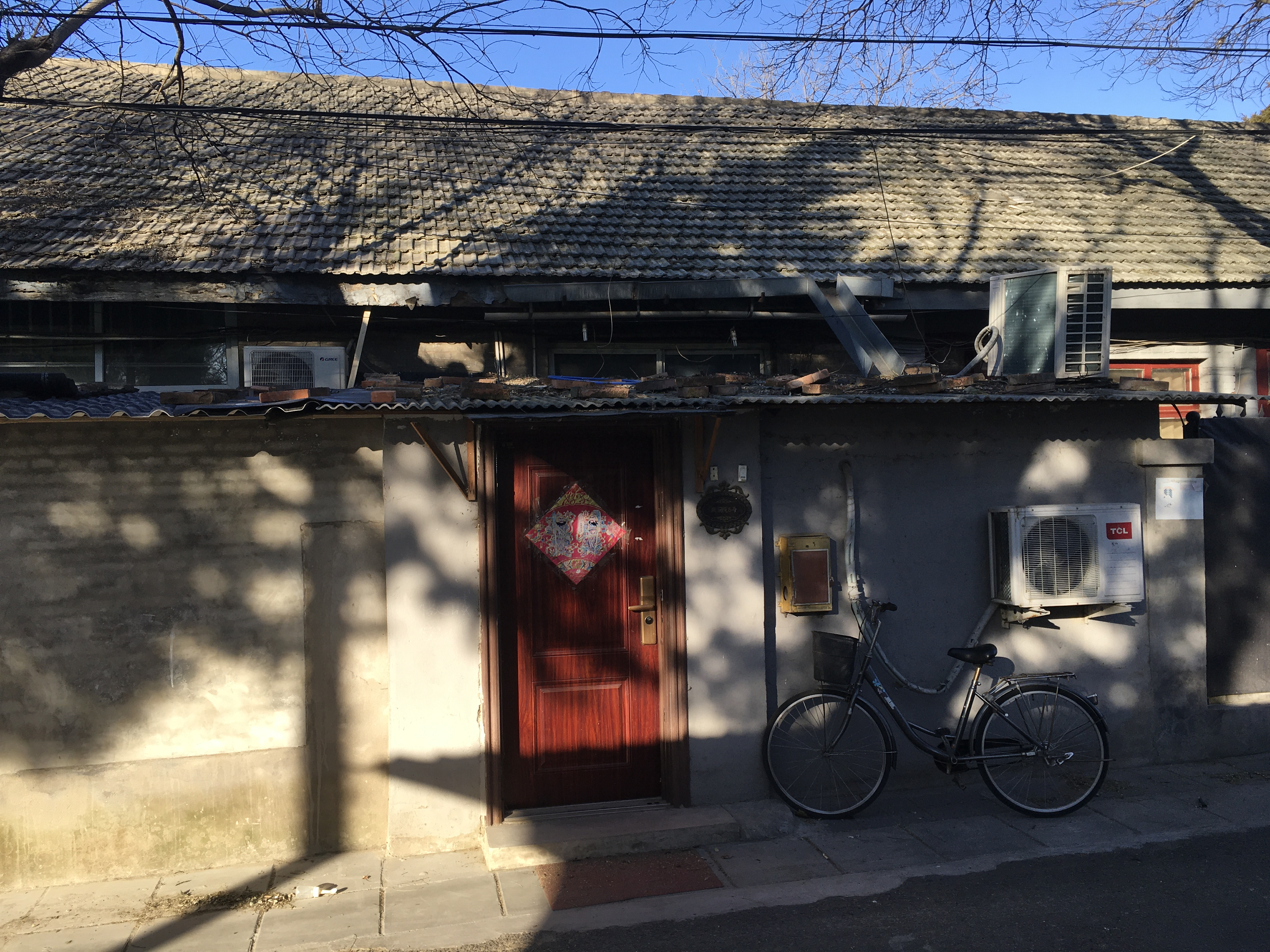
照瀾院5號，梅貽琦故居

照澜院曾經居住过多位著名人士，比如：赵元任（照澜院1号）、陈寅恪（照澜院2号）、赵忠尧（照澜院3号）、张光斗（照澜院4号）、梅贻琦（照澜院5号）、马约翰（照澜院6号）、張子高（照澜院7号）、俞平伯（照澜院8号）、張申府（照澜院9号）、袁复礼（照澜院10号）、王芳荃（照澜院12号）、钱伟长（照澜院13号）、王國維（照澜院16号）、馮友蘭（照澜院17号）、朱自清（照澜院18号）等。

## 保護
2019年，照瀾院1至20號被北京市政府列為北京市第一批历史建筑。

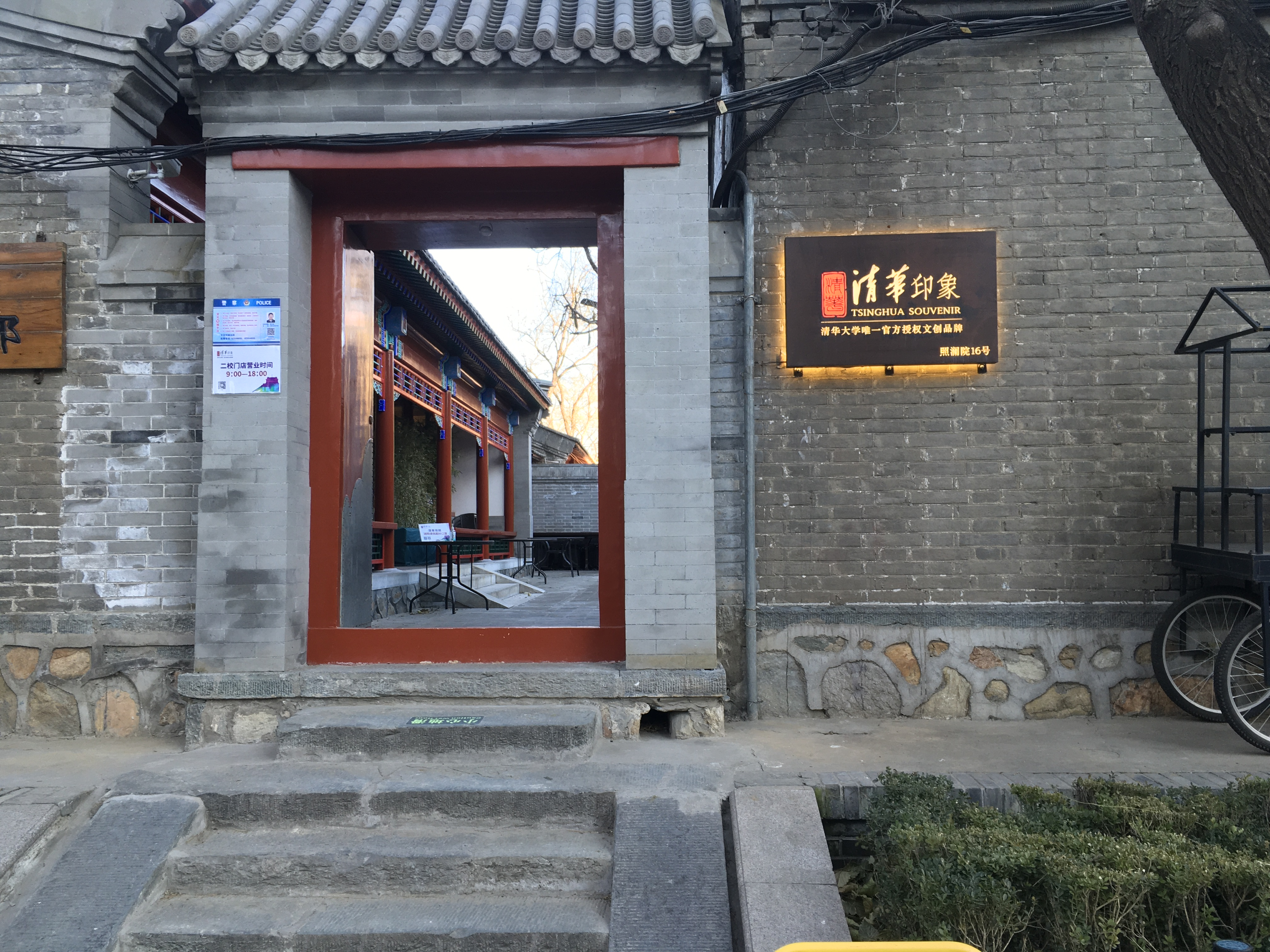
照瀾院16號
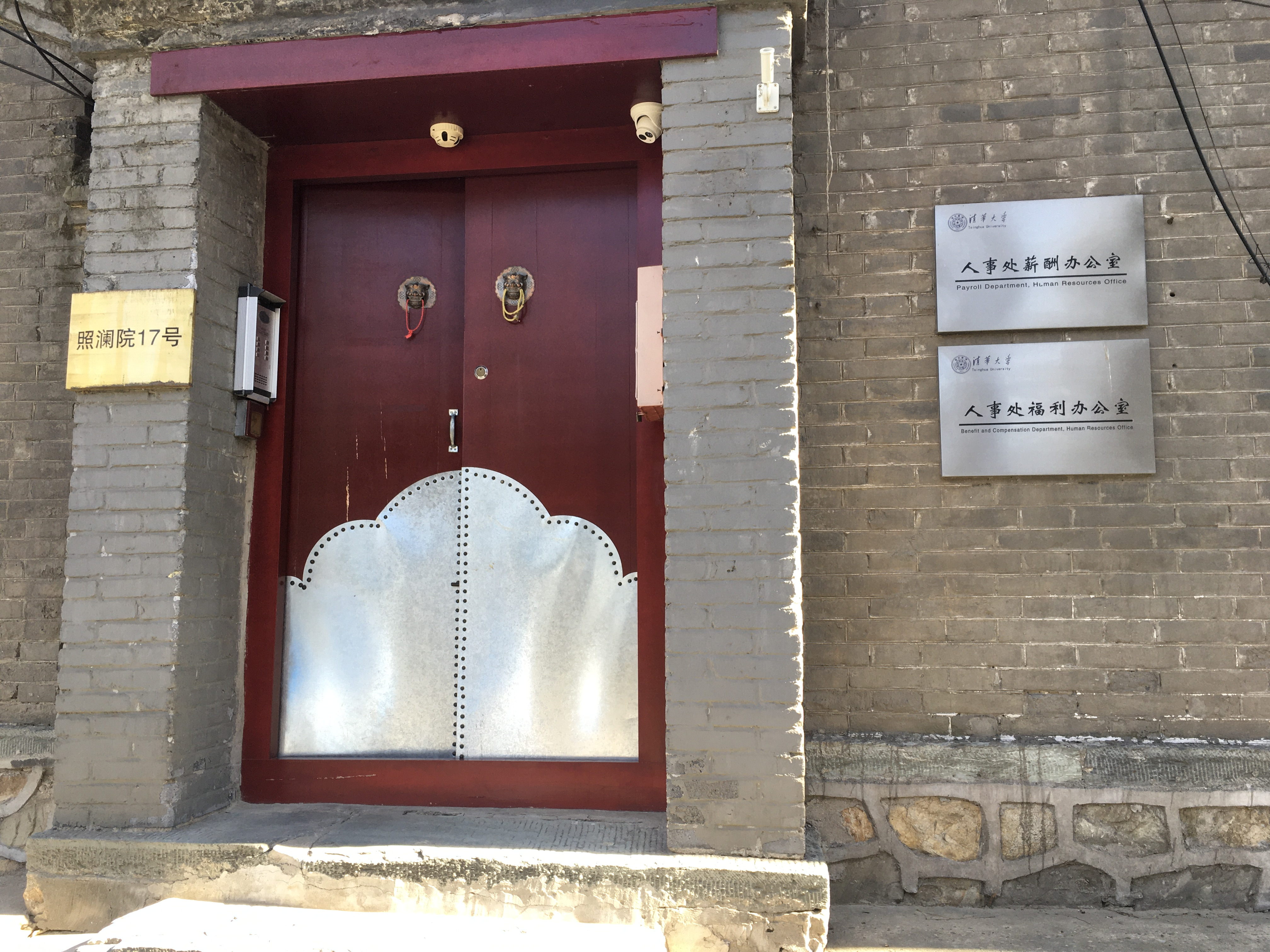
照瀾院17號
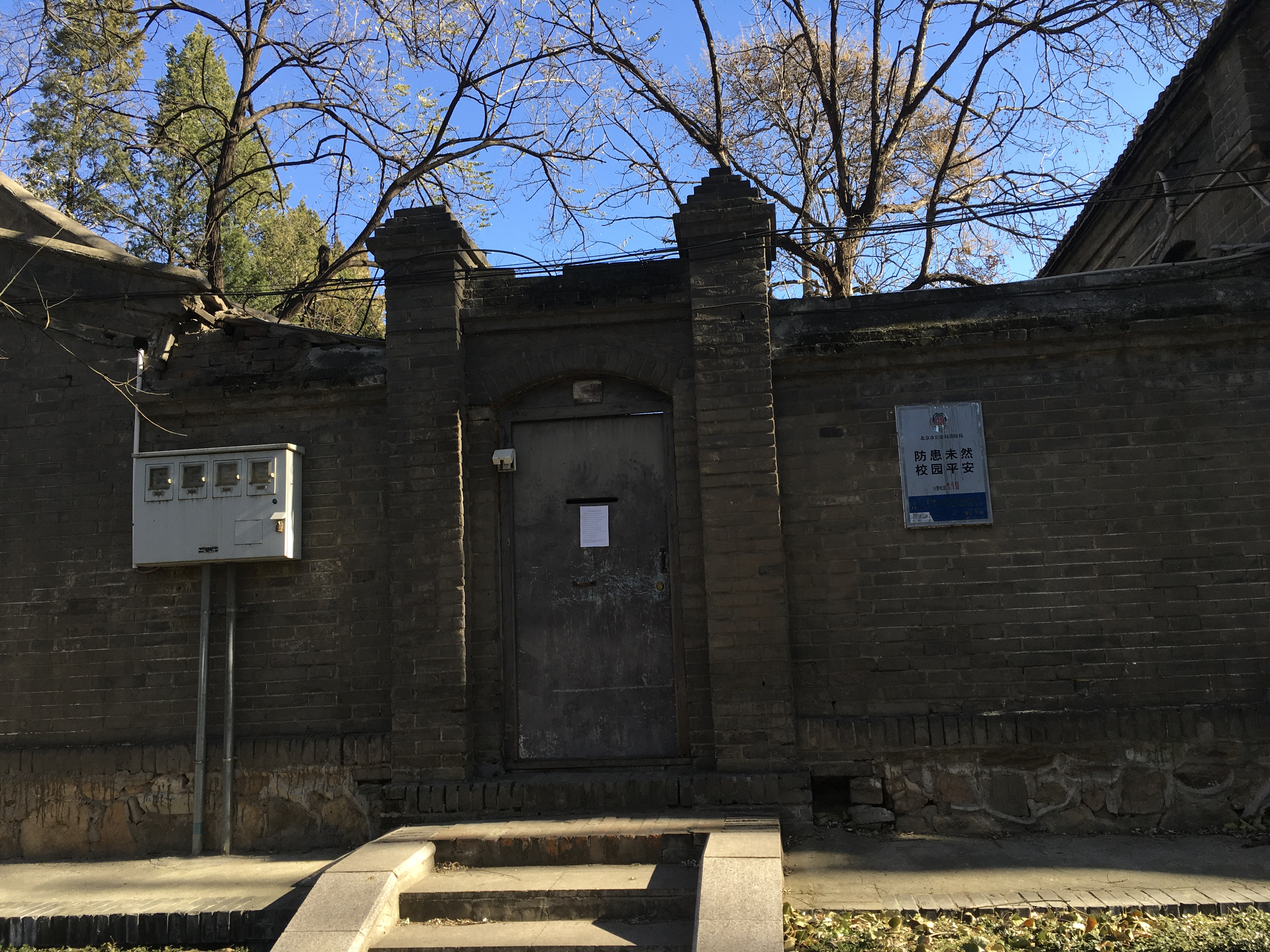
照瀾院18號
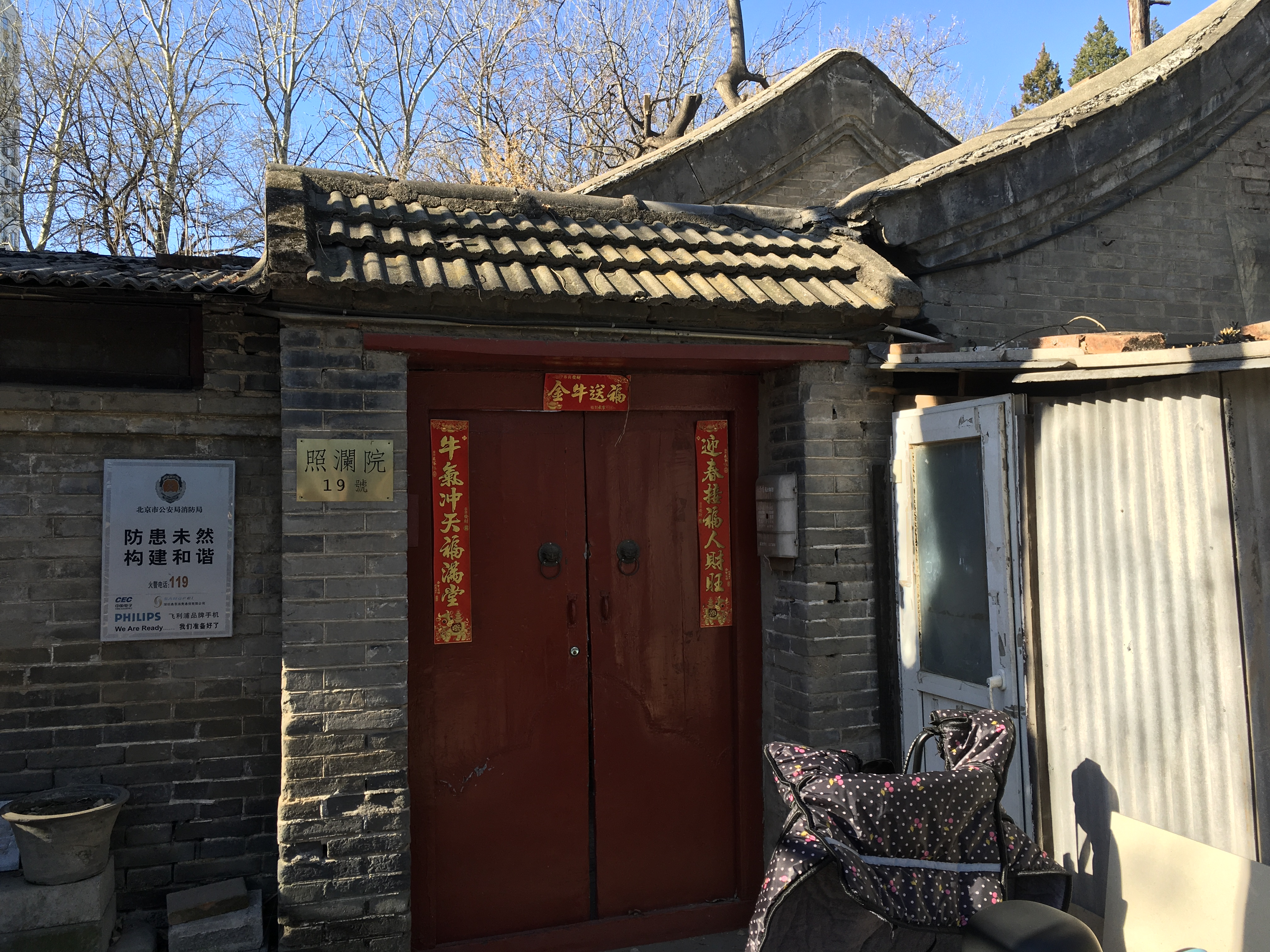
照瀾院19號
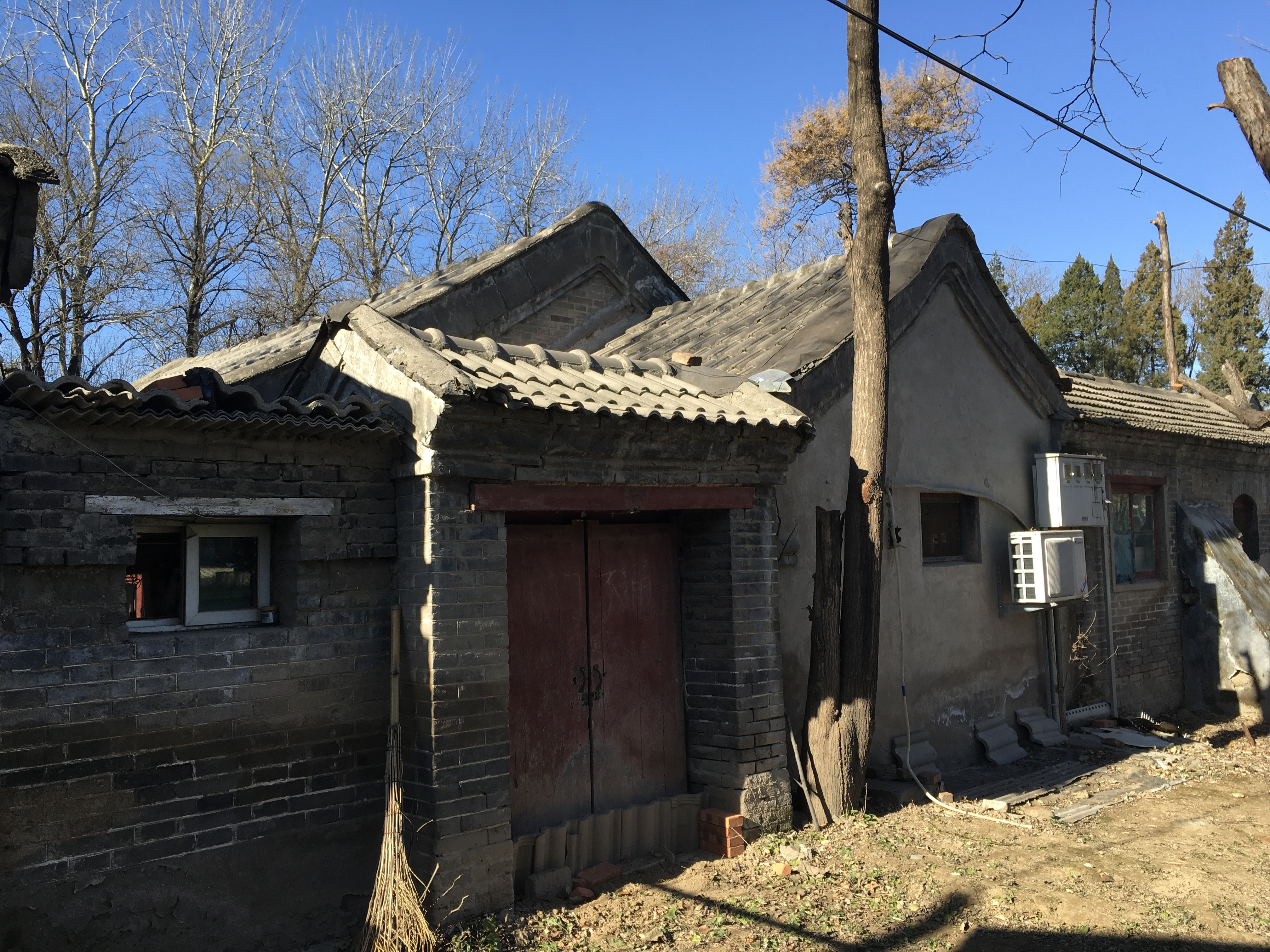
照瀾院20號

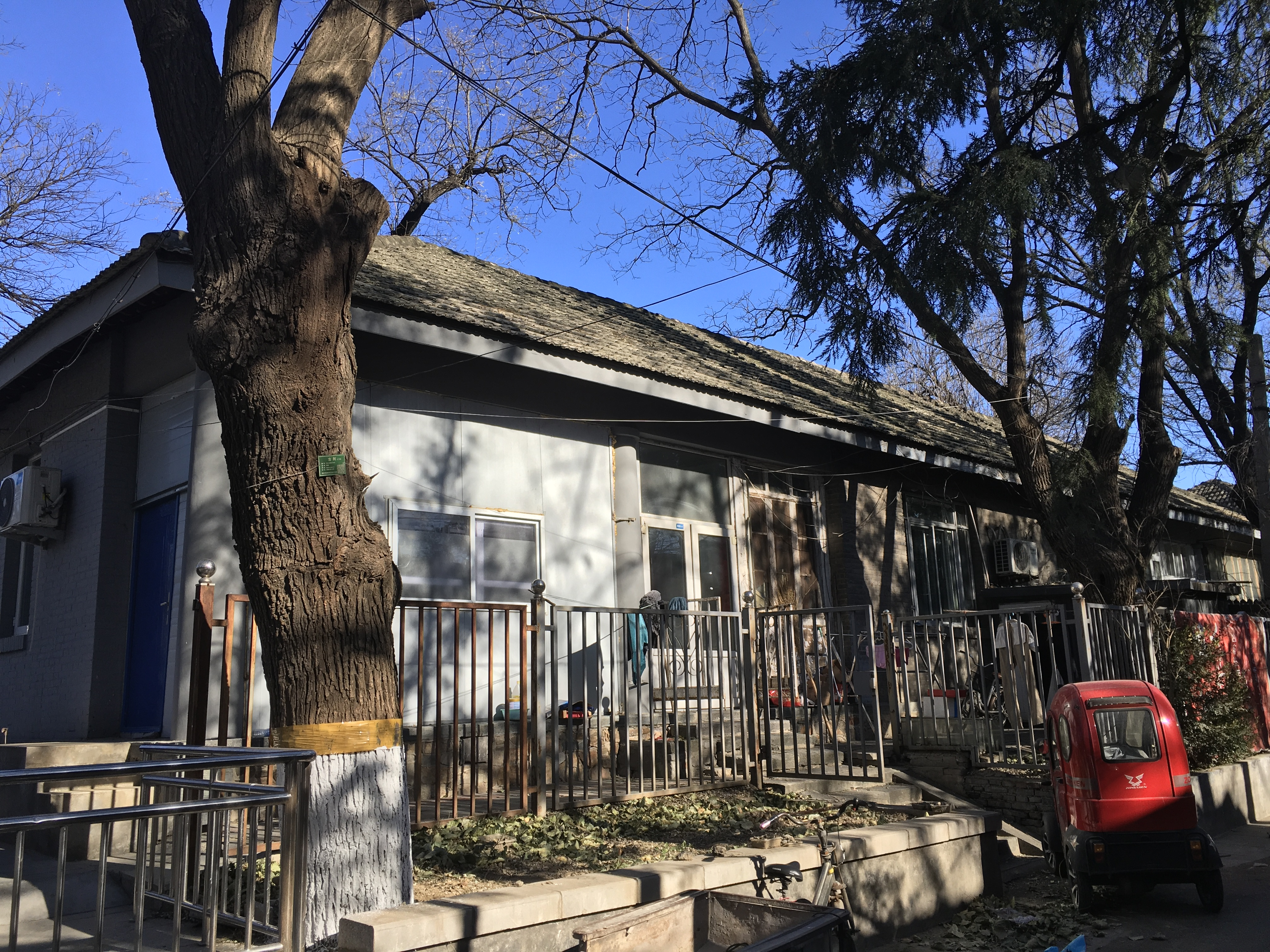
照瀾院1號
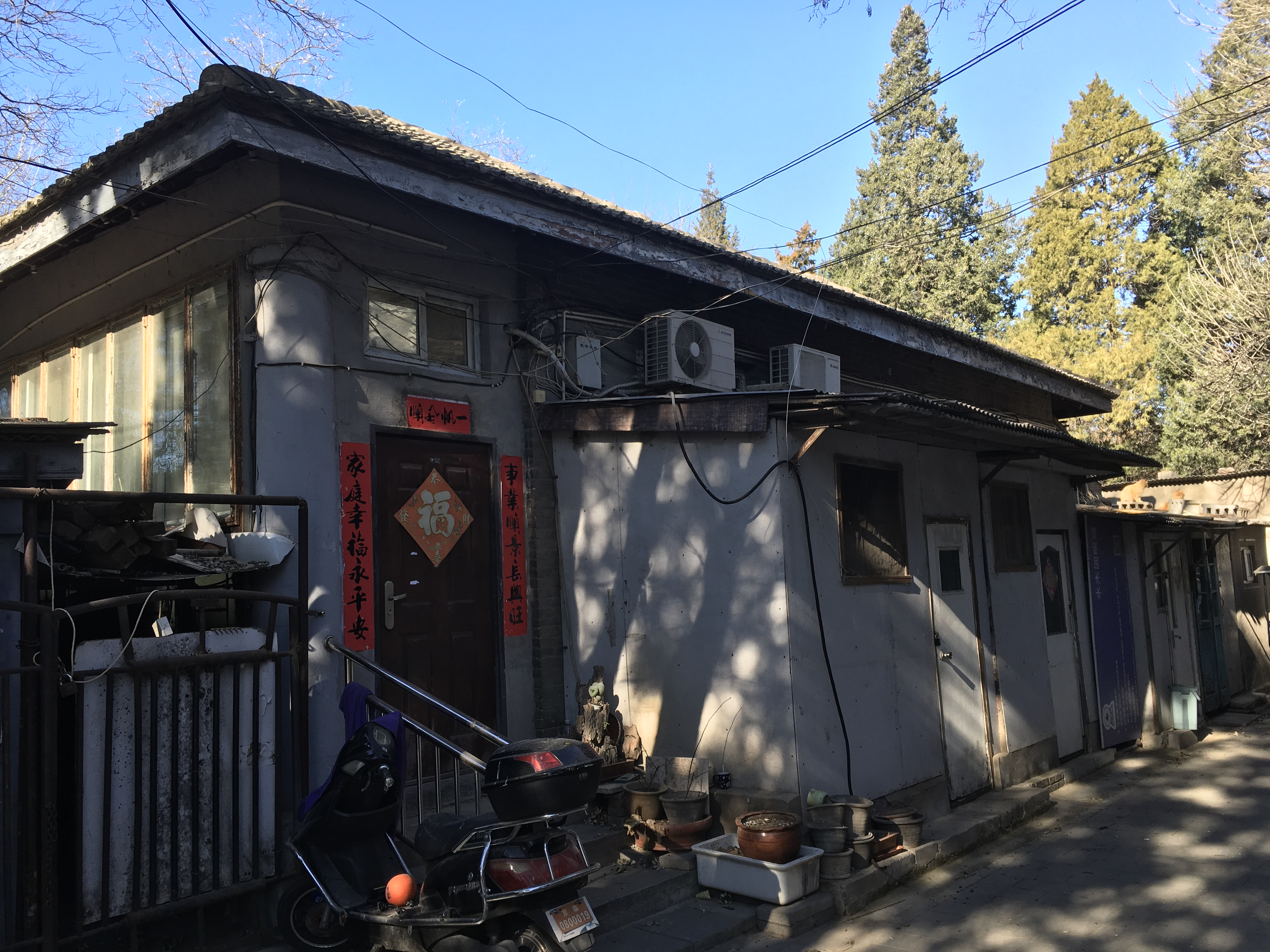
照瀾院2號
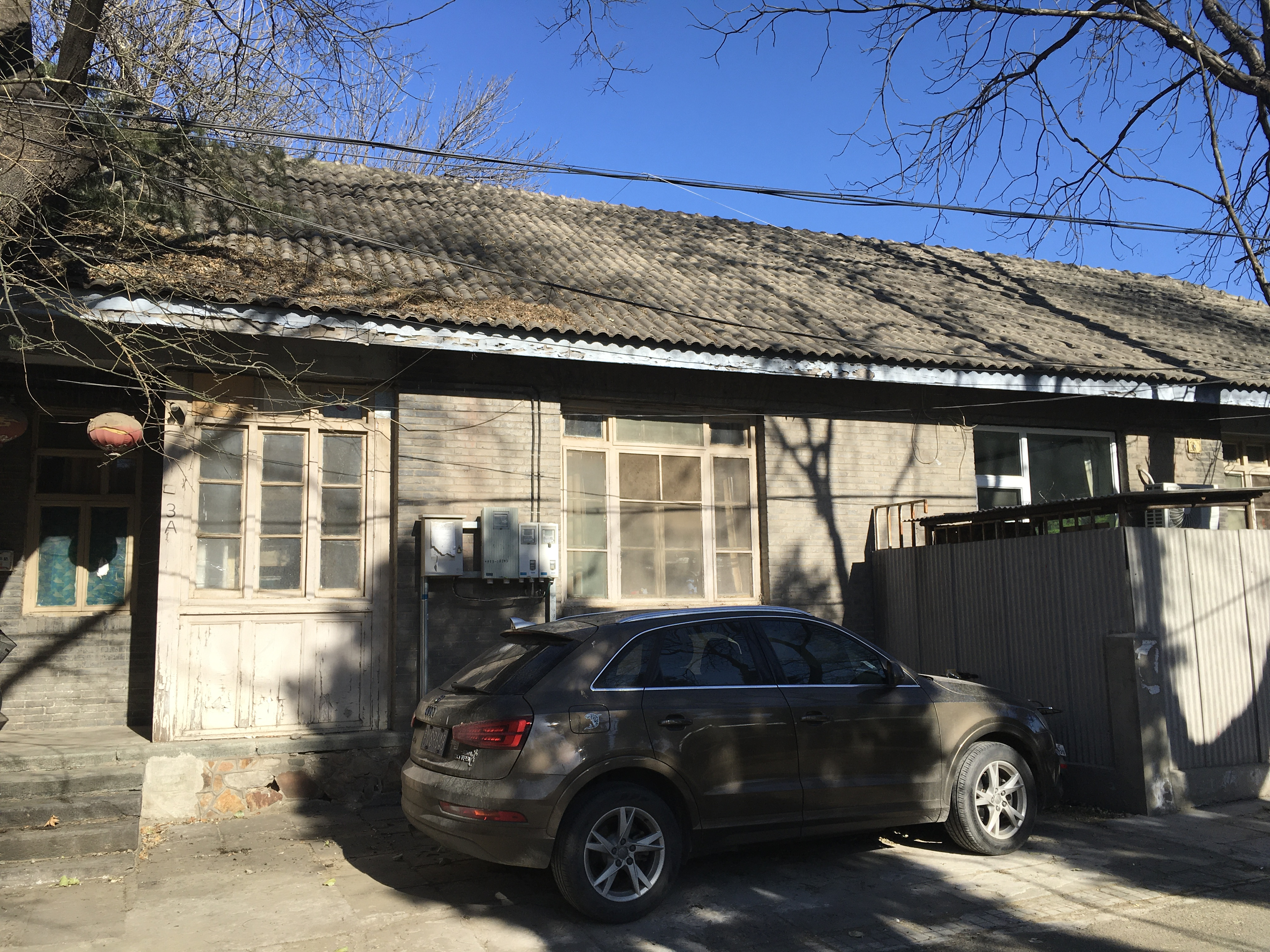
照瀾院3號
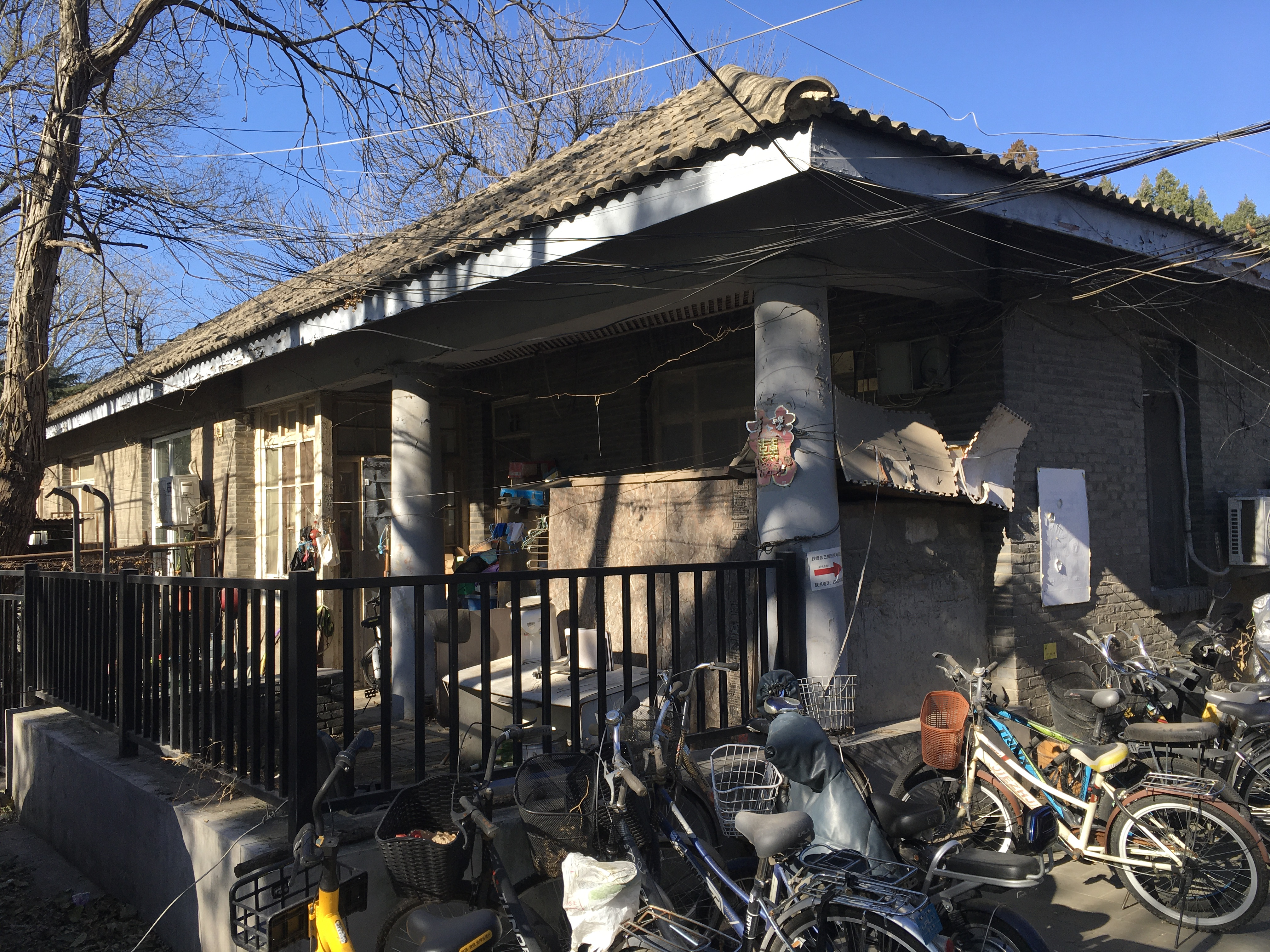
照瀾院4號
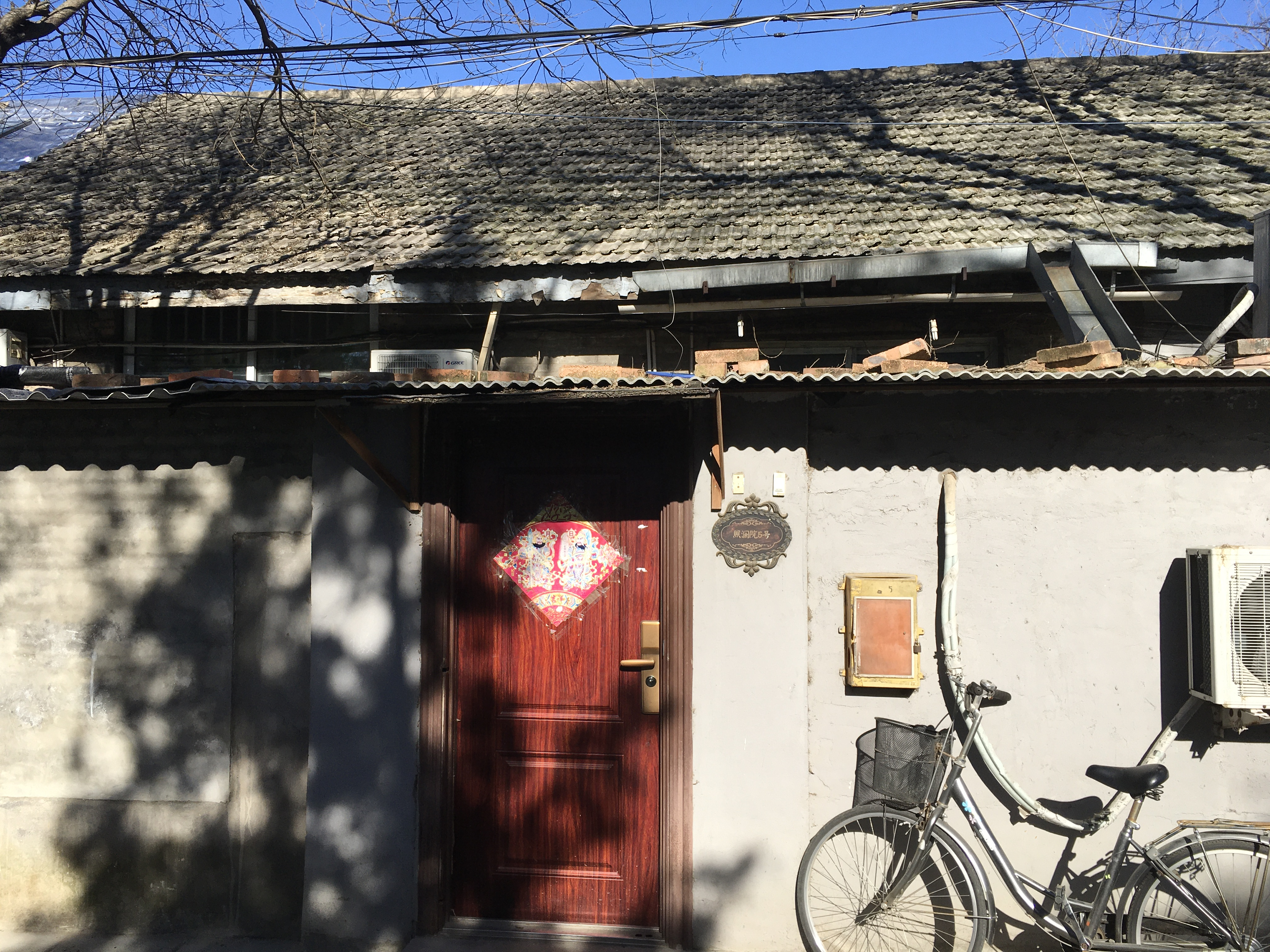
照瀾院5號

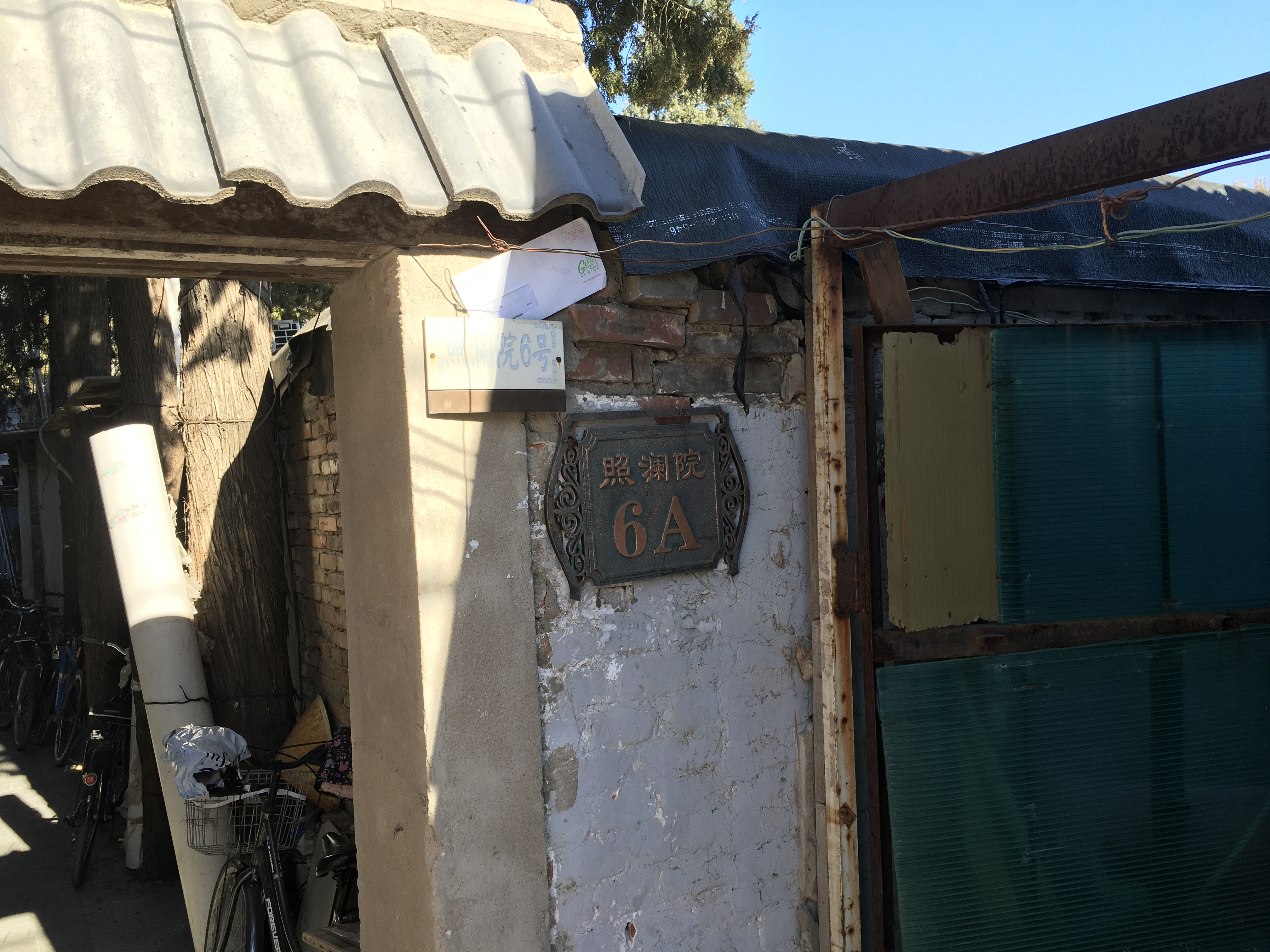
照瀾院6號
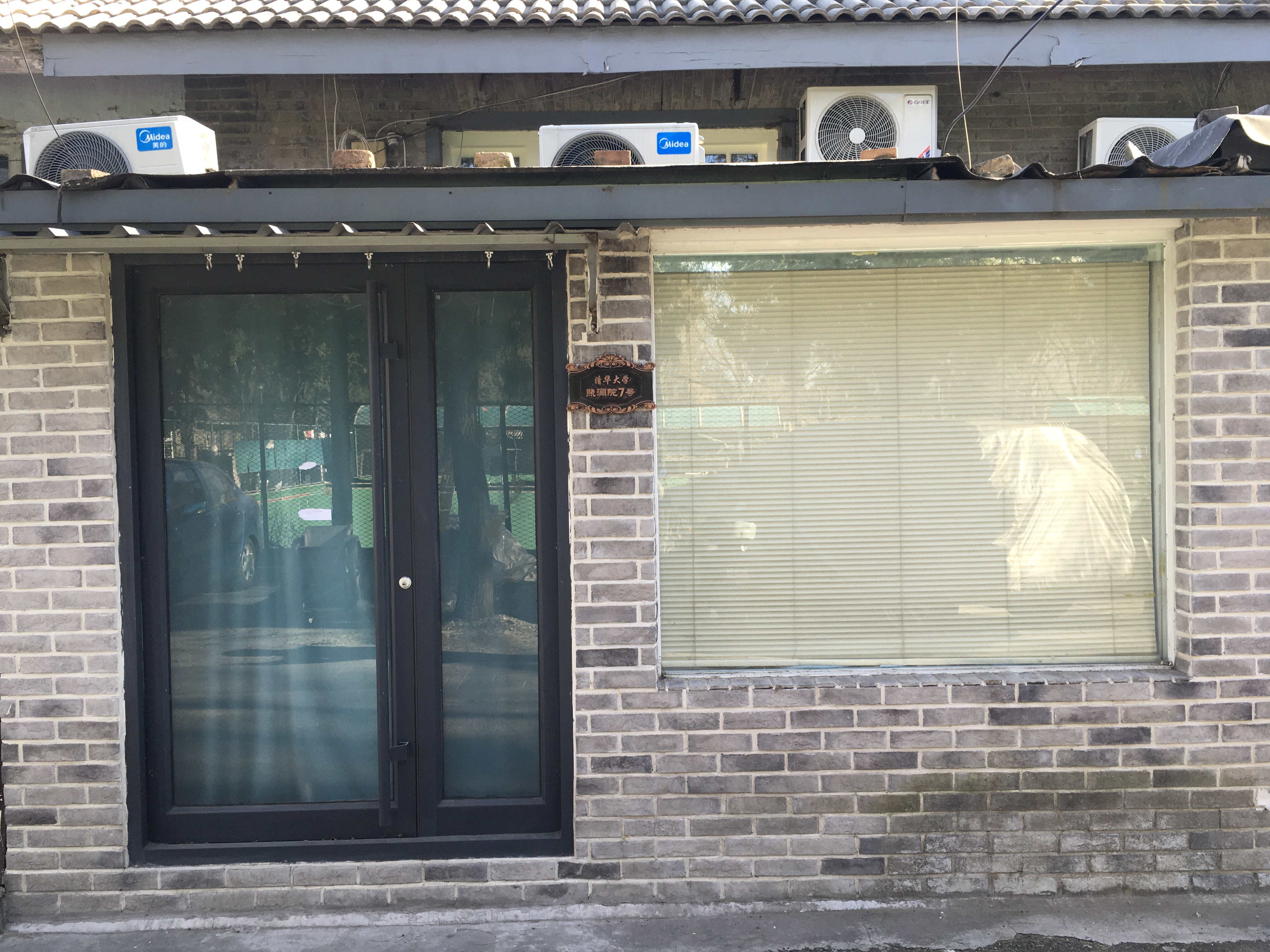
照瀾院7號
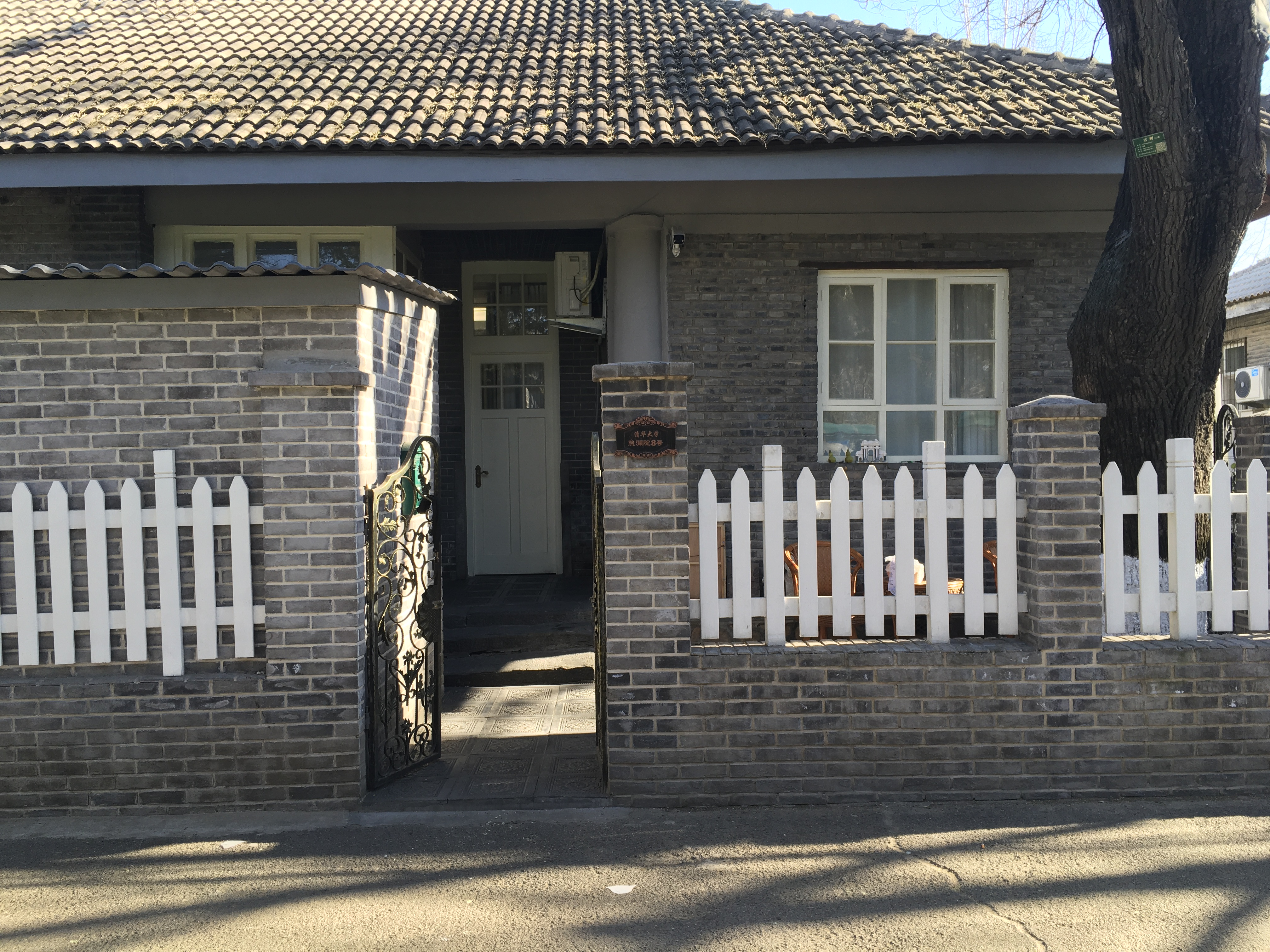
照瀾院8號
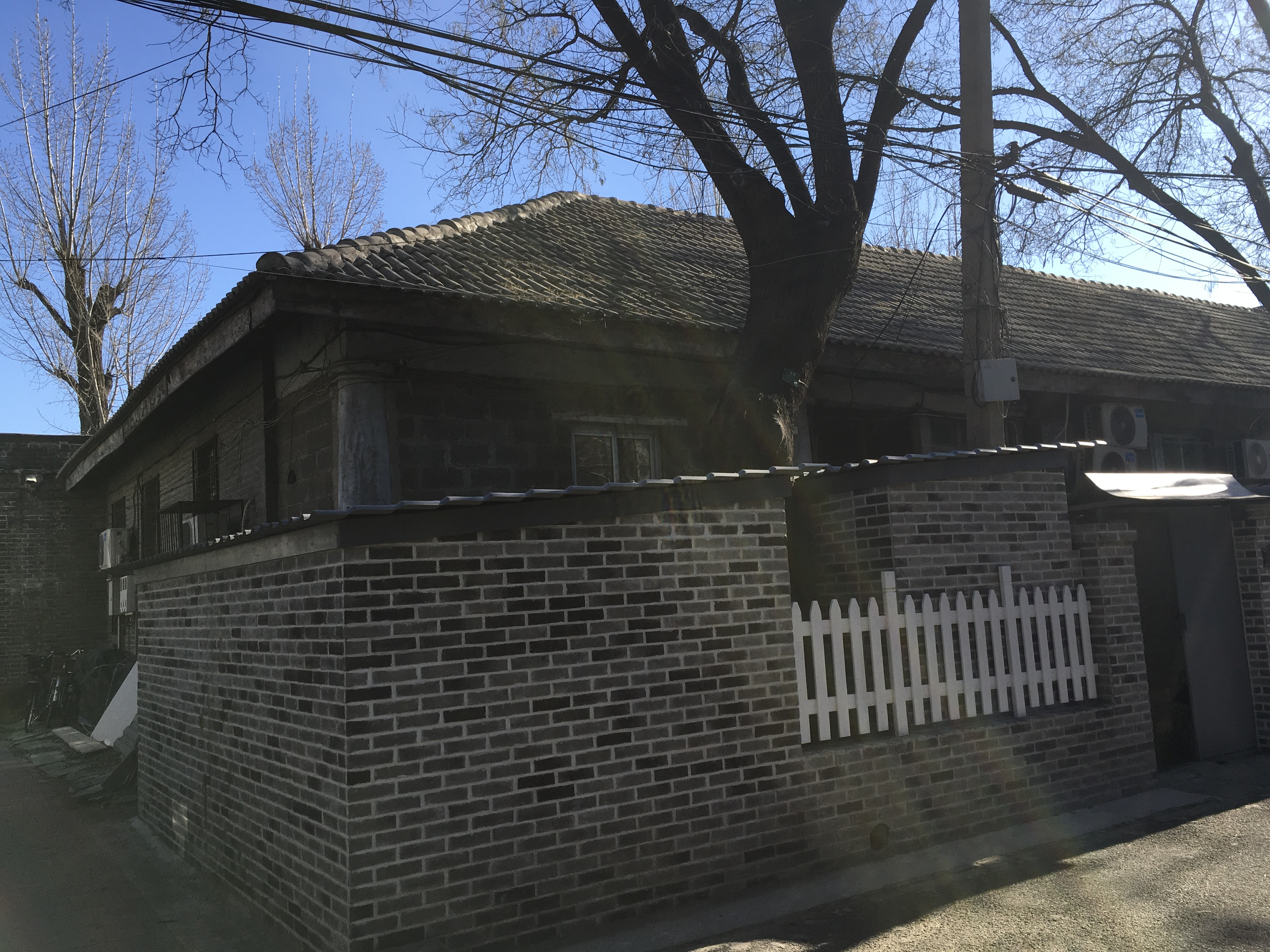
照瀾院9號
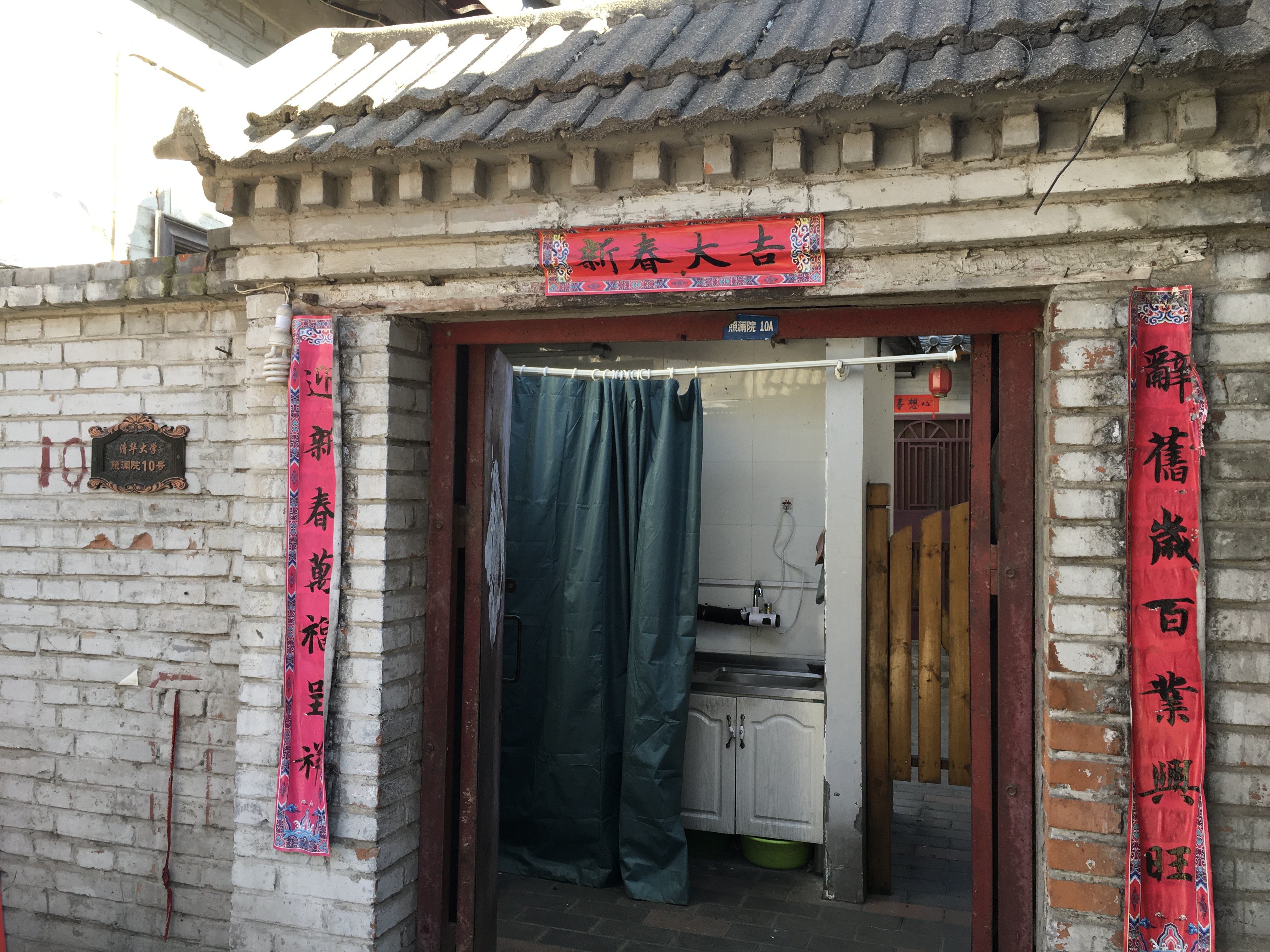
照瀾院10號

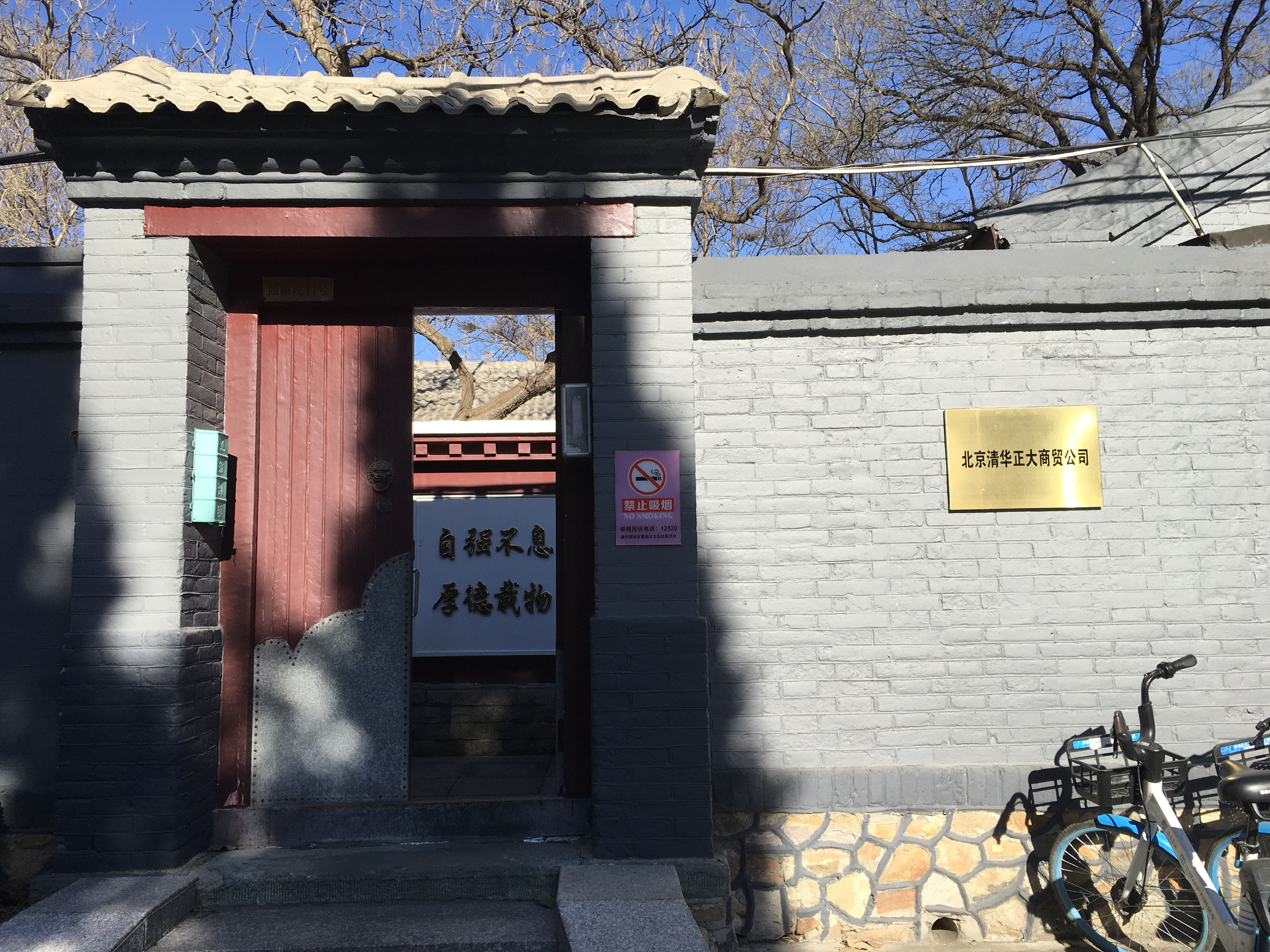
照瀾院11號
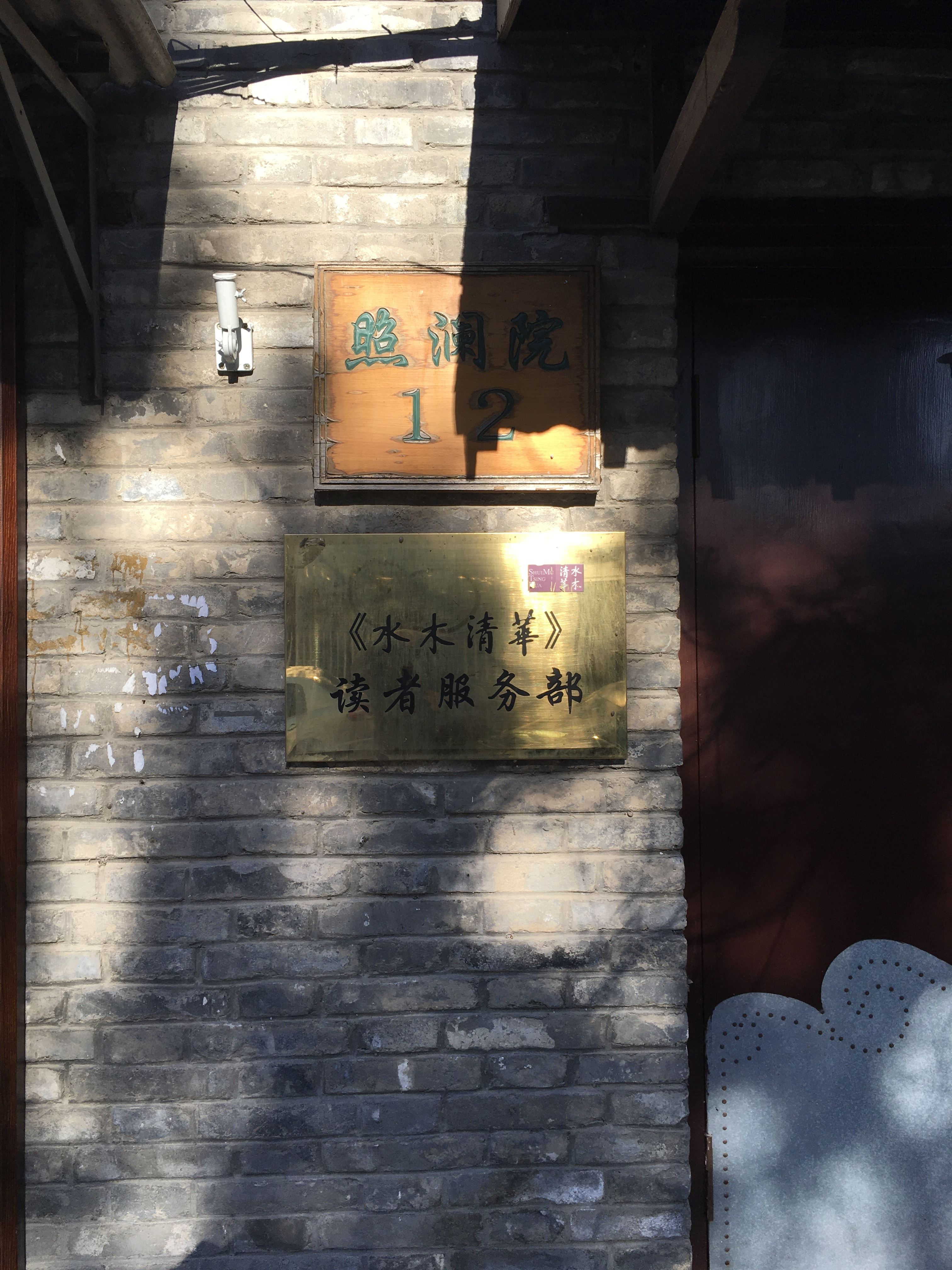
照瀾院12號
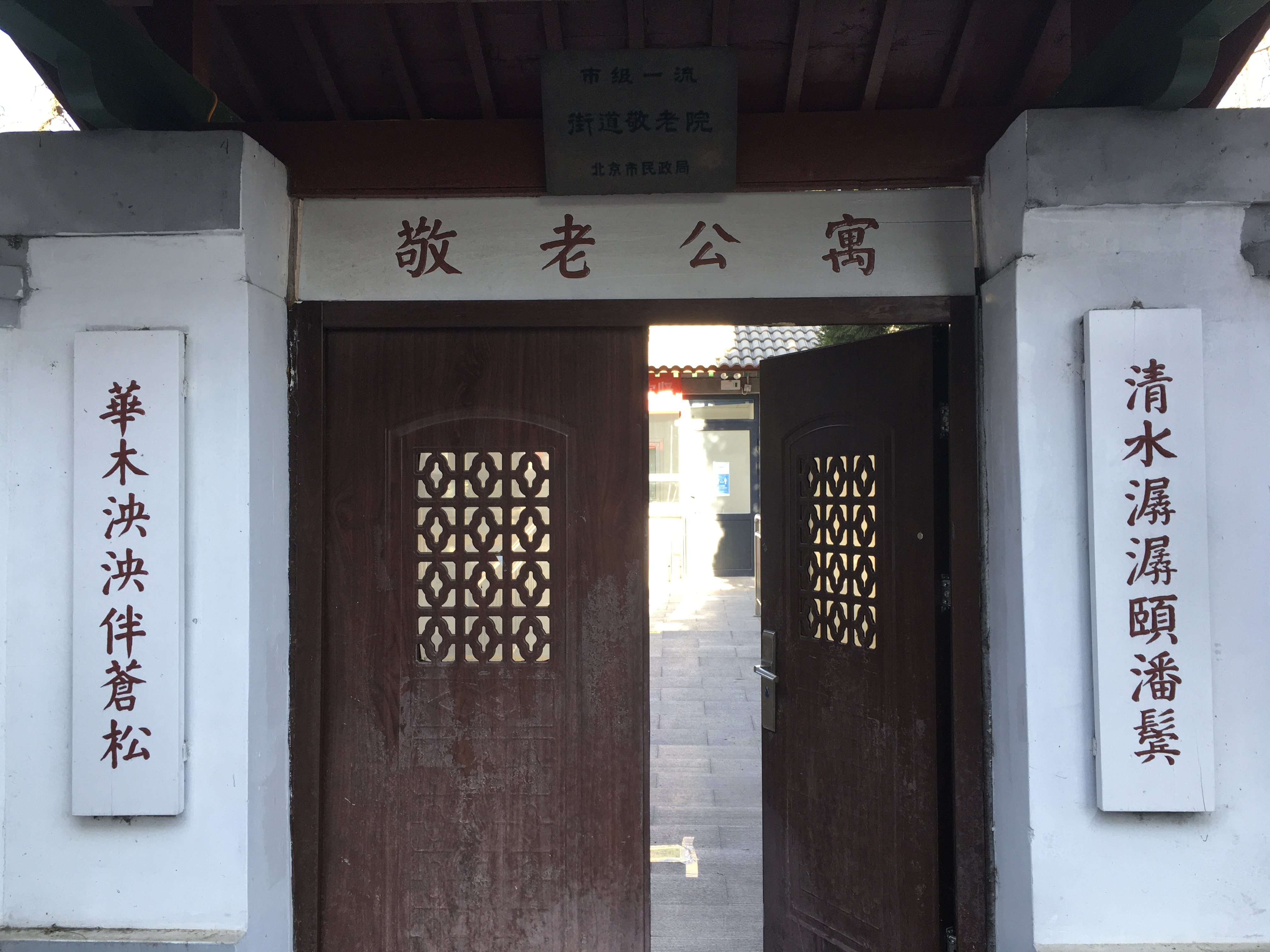
照瀾院13號
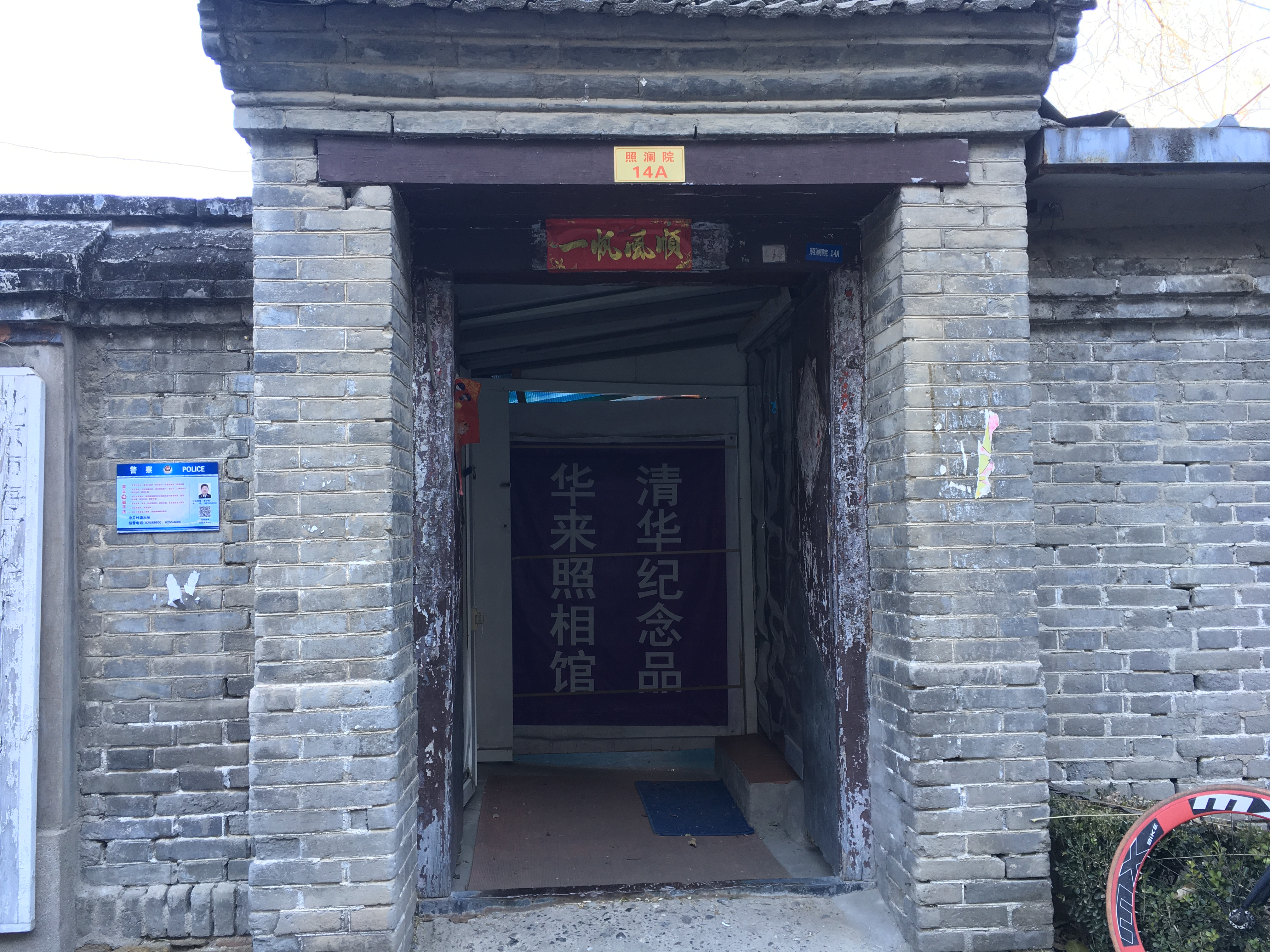
照瀾院14號
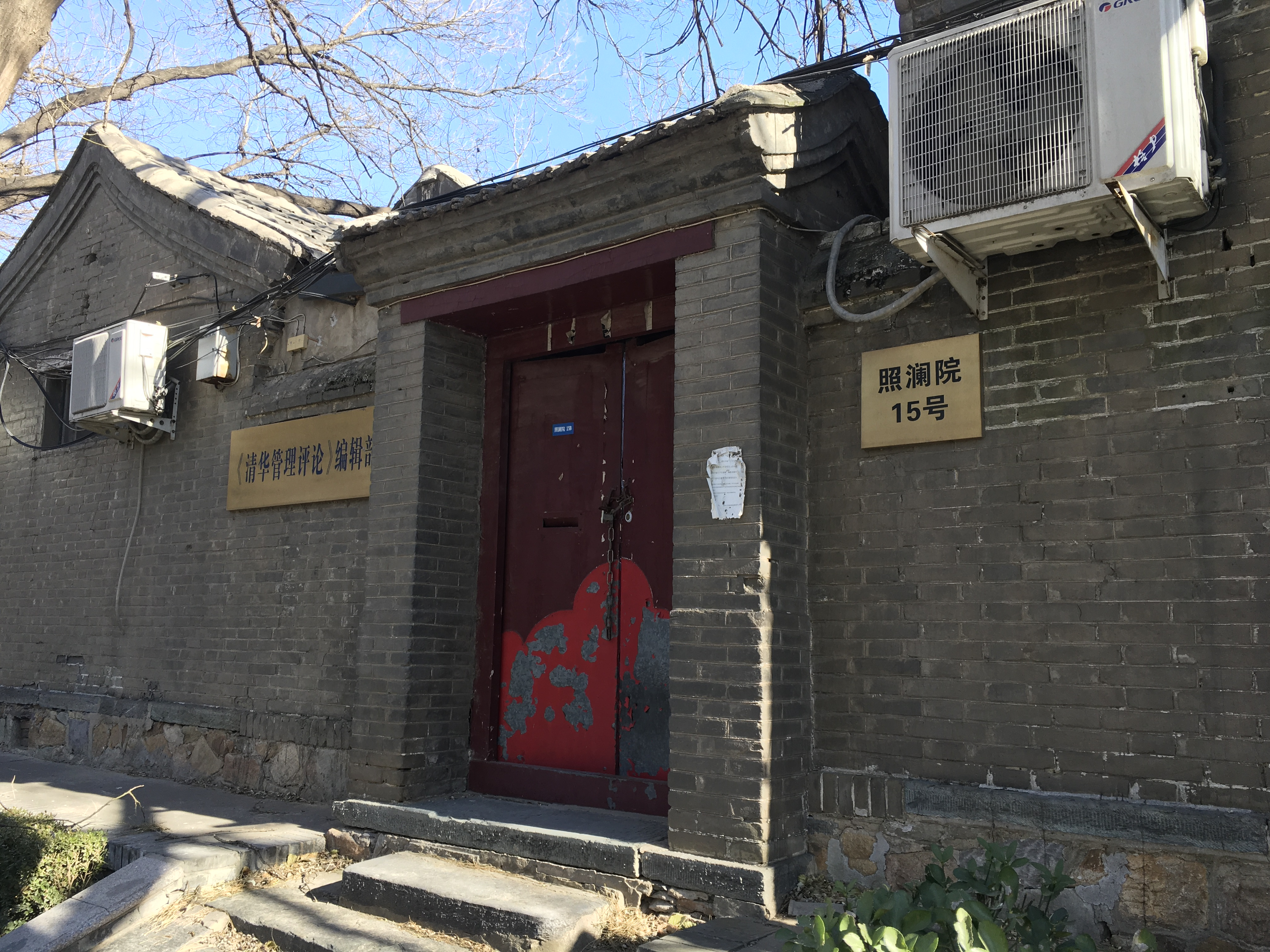
照瀾院15號

- 照瀾院16號
- 照瀾院17號
- 照瀾院18號
- 照瀾院19號
- 照瀾院20號